# 가시와촌 (아오모리현)
가시와촌(柏村)은 아오모리현 니시쓰가루군의 옛 촌이다. 2005년 2월 11일 쓰가루시가 발족되어 폐지되었다.

## 역사
- 1889년 4월 1일 - 정촌제 시행에 의해 가사와촌이 성립하였다.
- 2005년 2월 11일 - 기즈쿠리정, 모리타촌, 이나가키촌, 샤리키촌을 합병해 쓰가루시가 되었다.

## 교통

### 철도
- 동일본 여객철도 고노선

### 도로
- 국도 101호
- 아오모리 현도 37호 히로사키 가시와 선
- 아오모리 현도 154호 묘도사키 고쇼가와라 선
- 아오모리 현도 186호 쿠와노키타미나미히로모리 선
- 아오모리 현도 245호 이나모리치요초 야마다 선